# Стефан Беязов
Стефан Василев Беязов е български потомствен архитект, почетен член на редица творчески институти и сдружения в областта на българската съвременна и възрожденска архитектура.
Стефан Беязов е роден на 2 август 1936 г. в гр. София и завършва специалност архитектура във ВИСИ (Университет по архитектура, строителство и геодезия) през 1960 г.
Архитект Стефан Беязов – старши е автор на скицата за изграждане на паметник на Стефан Караджа, Хаджи Димитър и тяхната обща чета край Вишовград, открит през 1890 година в местността „Канлъдере“.

## Професионална кариера
- 1960 – 1961 – Единна проектантска организация – гр. Хасково;[3]
- 1961 – 1962 – главен архитект – гр. Копривщица;[3]
- 1962 – 1967 – Единна проектантска организация – гр. София;[3]
- 1968 – 1975 – главен асистент, ВИАС, катедра „Теория, история и въведение в архитектурата“;[3]
- 1976 – 1989 – ръководител на творческо ателие в „Главпроект“;[3]
- 1989 – 1992 – главен проектант в Международната академия по архитектура „Интерпроект“;[3]
- 1992 – Управител на архитектурно бюро СД „Бесте-Беязов и съдружие“ (възстановено архитектурно бюро „Архитект Васил Беязов“ – 1936 г.);[3]

## Обществена дейност
- 1990 – 1992 – Председател на УС на Съюза на архитектите в България;[3]
- 1993 – 1995 – Председател на Камарата на архитектите в България;[4]
- 1995 – 1999 – Районен съветник в община „Средец“;
- 1998 – 2001 – Експерт към Комисията по местно самоуправление, регионална политика и благоустройство на Народното събрание, представител на САБ;[3]
- 2003 г. – Общински съветник Софийска голяма община, председател на Постоянната комисия по устройство на територията и жилищна политика;[5]

## Осъществени по-значителни проекти
- Читалище – гр. Смолян;[3]
- Читалище – гр. Ихтиман;[3]
- Хотел в гр. Банско;[3]
- Целодневна детска градина „Евлампия Векилова“ – гр. Копривщица;[3]
- Детски екологичен център – с. Ковачевци;[3]
- Градоустройствен план на гр. Копривщица и редица проекти във всички области на архитектурата.[3]

## Международни и други изяви
- Участие в международен симпозиум на ИКОМОС (Международен съвет за опазване на паметници и забележителните места), доклад – „Народната архитектура морална необходимост на съвременния човек“, публикуван в „Монументум“ тм XV – XV и в Мексико, 1975 г.[3]
- Участие в международен семинар в Москва с доклад – за град Копривщица и грижата на архитектите, 1987 г.[3]
- Изготвен проект за наредба „Устройство на селища с богато архитектурно наследство“, 1988 г.[3]

## Награди
- Сребърен медал на Международното биенале по архитектура за обект „Детски екологичен комплекс“, с. Ковачевци, 1985 г.;[3]
- Орден „Св. св. Кирил и Методий“ I степен, 1986 г.;[3]
- Архитект на годината, 1999 г.;[3]
- Първа премия на международен конкурс организиран от Съвета на Европа на тема „Съвременни архитектурни намеси в провинциална среда“ за къща в гр. Копривщица, 1999 г.;[3]
- Почетен гражданин на гр. София, 2006 г.;[3]
- Почетен член на Камарата на архитектите в България, 2007 г.;[3]
- Почетен гражданин на гр. Копривщица, 2008 г.;[3]
- Награда „Златен век“ за принос в българската култура, 2012 г.;[3]

## Дарителска дейност
- Далекогледна тръба, притежавана от Стефан Караджа и използвана от него в сраженията, за експозицията в къща-музей „Стефан Караджа“ в село Стефан Караджово.[2]
- Възстановяване на увредения нос на Бюст-паметника на Михаил Маджаров в Копривщица и поставяне на надпис с годините на раждане и смърт на велия българин.[6]

## Изложби
- Проекти и реализации на арх. Стефан Беязов и фамилия //   citybuild.bg, 19 октомври 2016. Посетен на 4 октомври 2022.

## Издадени трудове
- Беязов, Стефан. Обикновена архитектура или разказа на един архитект за неговия път в занаята.   София, Беязов и син, 2013. ISBN 978-619-90177-1-5.